# Pachira dugandeana
Pachira dugandeana är en malvaväxtart som först beskrevs av André Georges Marie Walter Albert Robyns, och fick sitt nu gällande namn av J.L. Fernández-alonso. Pachira dugandeana ingår i släktet Pachira och familjen malvaväxter. Inga underarter finns listade i Catalogue of Life.